# Rosy (film, 2018)
Pour les articles homonymes, voir Rosy.
Pour plus de détails, voir Fiche technique et Distribution.
Rosy est un thriller américain réalisé par Jess Bond et sorti en 2018. Le film est disponible sur la plateforme Prime Video.

## Synopsis
Doug (Nat Wolff), un jeune homme un peu gauche, se retrouve seul après la mort de sa grand-mère. À la recherche d'une petite-amie pour lui tenir compagnie, il kidnappe une jeune femme nommée Rosy (Stacy Martin). Mais la relation qu'il va mener avec cette aspirante actrice ne sera pas forcément celle qu'il attendait.

## Distribution
- Stacy Martin : Rosy
- Nat Wolff : Doug
- Johnny Knoxville : James
- Tony Shalhoub : Dr Godin
- Alex Karpovsky : Marty
- Adam David Thompson : Eddie
- Chukwudi Iwuji : Le manager
- Sky Ferreira